# کیوشی تانیموتو
کیوشی تانیموتو (انگلیسی: Kiyoshi Tanimoto; ۲۷ ژوئن ۱۹۰۹ – ۲۸ سپتامبر ۱۹۸۶) وزیر متدیسم اهل ژاپن بود. 